# Kurt Schmidt-Clausen

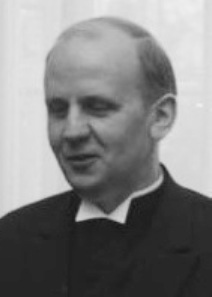
Kurt Schmidt-Clausen (1964)

Kurt Schmidt-Clausen (* 1. Oktober 1920 in Hannover; † 25. Januar 1993 ebenda) war ein deutscher lutherischer Theologe.

## Leben
Schmidt-Clausen war ein Sohn von Wilhelm Schmidt-Clausen und Alwine geb. Wieckert. An der Hindenburgschule in Hannover machte er 1939 das Abitur. Noch während des Krieges begann er 1943/1944 an der Universität Wien das Studium der evangelischen Theologie, das er 1946–1949 in Göttingen fortsetzte, unterbrochen von einem Auslandssemester am Christ Church College in Oxford. Es folgten die Vikariatszeit mit der praktischen Ausbildung am Predigerseminar Loccum, das Zweite Theologische Examen und die Ordination 1951.
Anschließend wurde er Pastor an der Neustädter Kirche in Hannover mit einem zusätzlichen Dienstauftrag beim Landeskirchenamt. 1955 übernahm er eine Pfarrstelle an der Stiftskirche in Wunstorf (bis 1961).
Nachdem er 1954 an der zweiten Weltkirchenkonferenz in Evanston und 1957 an der dritten Vollversammlung des Lutherischen Weltbundes in Minneapolis teilgenommen hatte, wurde er 1959 zum stellvertretenden und 1960 zum Generalsekretär des LWB gewählt; das Amt hatte er bis 1965 inne. 1961 schloss er in Göttingen seine theologische Promotion ab, wurde Mitglied des von Christhard Mahrenholz 1960 neu gegründeten Konvents des Klosters Amelungsborn und nahm an der dritten Weltkirchenkonferenz in Neu-Delhi teil. 1963 folgte die vierte Vollversammlung des LWB in Helsinki, 1968 die vierte Weltkirchenkonferenz in Uppsala.
Im Januar 1964 wurde er in Bonn von Bundespräsident Heinrich Lübke, Bundeskanzler Ludwig Erhard und Bundesminister für wirtschaftliche Zusammenarbeit Walter Scheel empfangen und erhielt im Jahr darauf für sein internationales Wirken das Bundesverdienstkreuz. 1965 trat er als Oberlandeskirchenrat in die Kirchenleitung der Evangelisch-lutherischen Landeskirche Hannovers ein. Von 1970 bis zu seinem Eintritt in den Ruhestand im Jahr 1982 amtierte er als Landessuperintendent für den Sprengel Osnabrück.
Schmidt-Clausen war von 1968 bis 1986 Vorsitzender der Gesellschaft für niedersächsische Kirchengeschichte und von 1971 bis 1989 Abt des Klosters Amelungsborn. Er war Evangelischer Vorsitzender der Evangelisch-katholischen Gebietskommission für Norddeutschland, Vorsitzender des Landesarbeitsausschusses für den Kirchlichen Dienst in der Arbeitswelt und Vorsitzender der Gesellschaft für christlich-jüdische Zusammenarbeit in Osnabrück.
Kurt Schmidt-Clausen war mit Erika geb. Rokahr verheiratet. Sie hatten einen Sohn und eine Tochter.

## Ehrungen
- 1965: Großes Verdienstkreuz mit Stern der Bundesrepublik Deutschland

## Werke
- mit Paul Fleisch: Grundfragen einer lutherischen Kirchenverfassung, Berlin 1958
- Das Amt der nichtgeistlichen kirchlichen Mitarbeiter, Hannover [1960]
- Das Unions-Problem in lutherischer Sicht. Referat auf der ökumenischen Arbeitstagung in Herrenalb, Frankfurt/Main 1965
- Vorweggenommene Einheit. Die Gründung des Bistums Jerusalem im Jahre 1841, Berlin und Hamburg 1965
- Reformation als ökumenisches Ereignis. Reden und Aufsätze zu Themen der ökumenischen Bewegung, Berlin/Hamburg 1970
- Vom Lutherischen Weltkonvent zum Lutherischen Weltbund. Geschichte des Lutherischen Weltkonventes (1923–1947), Gütersloh 1976
- mit Gerhard Ruhbach (Hg.): Kloster Amelungsborn 1135–1985, Hannover 1985
- August Marahrens, Landesbischof in Hannover. Wirklichkeit und Legende, Hannover 1989